# Melvin Ely
Melvin Anderson Ely (ur. 2 maja 1978 w Harvey) – amerykański koszykarz, występujący na pozycjach skrzydłowego oraz środkowego, mistrz NBA z 2007 roku.
W 1997 wystąpił w meczu gwiazd amerykańskich szkół średnich - McDonald’s All-American.
Podczas play-off 2007 związał się z New Orleans Hornets. Informacje o jego nowym dwuletnim kontrakcie podano do wiadomości dopiero 12 września 2007 roku. W związku z powyższym nie występował w rozgrywkach posezonowych 2007 ze Spurs (rozegrał w San Antonio 6 gier sezonu zasadniczego), mimo to otrzymał pierścień mistrzowski.

## Osiągnięcia
Na podstawie, o ile nie zaznaczono inaczej.
NCAA
- Uczestnik turnieju NCAA (2000, 2001)
- Mistrz:
  - turnieju konferencji Western Athletic (WAC – 2000)
  - sezonu regularnego WAC (2001)
- 2-krotny zawodnik roku konferencji WAC (2001, 2002)[8]
- Zaliczony do:
  - I składu:
    - WAC (2001, 2002)
    - turnieju WAC (2002)
    - defensywnego WAC (2000, 2001, 2002)

  - II składu WAC All-Conference (2000)

D-League
- Zaliczony do składu All D-League Honorable Mention (2014)
- Uczestnik meczu gwiazd D-League (2014)

NBA
- Mistrz NBA (2007)[1]

Reprezentacja
- Brązowy medalista uniwersjady (2001)